# Schwarme
Schwarme er en kommune i Landkreis Diepholz i amtet ("Samtgemeinde") Bruchhausen-Vilsen, i den tyske delstat Niedersachsen. Schwarme ligger the Mittelweserregionen omkring 30km syd for Bremen; Afstanden til de to byer Achim, Verden og Bruchhausen-Vilsen er omkring 15km.